# Sewsunker Sewgolum
Sewsunker Sewgolum (1930 - 1978) was een zwarte golfer uit Zuid-Afrika, zijn voorouders kwamen uit India. Hij won het Dutch Open in 1959, 1960 en 1964.
Sewgolum werd Papwa genoemd. Zijn moeder was een blinde vrouw, zijn vaders grootvader werd in 1860 uit India geïmporteerd om net als hijzelf op een suikerplantage te werken. Er was niet genoeg geld om Papwa naar school te sturen. Zij woonden in een township bij het strand, waar hij met takken en stokken balletjes ging slaan. Toen hij oud genoeg was werd hij caddie op de Beachwood Country Club, en begon zelf ook te spelen, als de leden naar huis waren of als het maandag was. Het bijzonder was zijn grip, hij hield zijn golfclub vast met zijn linkerhand onder zijn rechterhand. 

## Ontdekt
Papwa wordt ontdekt door Graham Gordon Wulff, een Duitse bewoner van Natal en lid van Beachwood. Tijdens een ronde vraagt diens medespeler de caddie om advies maar mist zijn slag en wordt boos op de caddie. Wulff vindt het goed dat Papwa laat zien dat die ijzer-7 de correcte club was en de bal komt binnen een meter van de vlag terecht. Wulff is zo onder de indruk dat hij hem in 1959 in zijn Piper Comanche 250 ZS-DRT mee naar Muirwood neemt om het Brits Open te spelen. Hij mist de cut maar een week later wint hij het Dutch Open op de Koninklijke Haagsche Golf & Country Club. In Zuid-Afrika wordt hij als een held binnengehaald. Het jaar daarop verdedigt hij zijn titel met succes.
Wulff geeft Papwa een baan in zijn bedrijf, een Oil of Olay fabriek, waar hij flessen afdopt. 's Middags mag hij vrijnemen om golf te spelen.
Pas in 1963 mag Papwa aan open toernooien meedoen, daarvoor won hij regelmatig toernooien met alleen zwarte spelers. In 1963 speelt hij met geleende golfclubs en -schoenen op de Durban Country Club het Natal Open. Hij mag niet het clubhuis in, dus ook niet naar de kleedkamers etc. Buiten is een caravan voor hem neergezet en hij eet bij de zwarte caddies. Hij wint het toernooi van 103 blanken, waaronder Harold Henning en Bobby Verwey, die als derde eindigt. De trofee wordt buiten uitgereikt in de regen, terwijl de andere deelnemers droog binnen blijven. De pers laat de foto's hiervan circuleren en veel landen weigeren voortaan Zuid-Afrikaanse sporters. De boycot duurt tot 1992.
In 1963 speelt hij ook weer in het Brits Open, en eindigt als 13de, voor o.a. Arnold Palmer, de winnaar van 1962.
In 1965 wint hij het Natal Open opnieuw, Gary Player wordt tweede. De prijsuitreiking is weer buiten, maar nu regent het niet. Later in 1965 wordt hij tweede bij het Zuid-Afrikaans Open, achter Retief Waltman.
De regering van Hendrik Verwoerd beslist in 1966 dat sporters niet meer in gemengde toernooien mogen spelen. Papwa gaat in 1967 naar Amerika, waar Billy Casper speciaal in Houston naar zijn swing komt kijken, maar hij krijgt heimwee en gaat terug naar Durban.
Verwoerds opvolger John Vorster, zelf enthousiast golfer, speelt regelmatig met Gary Player. Op diens aandringen staat hij in 1971 toe dat er weer gemengd mag worden gespeeld. Het eerste toernooi is het Zuid-Afrikaans PGA Kampioenschap. Player nodigt Lee Elder uit, een zwarte Amerikaanse golfer. Elder zou in 1975 de eerste zwarte speler zijn op de Masters. Om zijn komst naar Zuid-Afrika minder in de schijnwerpers te zetten, maakt hij er een tournee van en speelt enkele toernooien in andere Afrikaanse landen. Er blijven wat problemen, zo mogen zwarten en blanken nog niet naar dezelfde WC. Daar wordt een oplossing voor gevonden, want er komen steeds meer internationale toernooien. Enkele hotels en restaurants krijgen tijdens het toernooi een internationale status waardoor blank en zwart er welkom zijn.
In 1977 speelt Papwa zijn laatste toernooi, het Natal Open voor niet-blanken. Hij wint het voor de 20ste keer. 

#### Gewonnen
- Natal Amateur in 1946
- Natal Open in 1963 en 1965
- Natal Open voor niet-blanken, 20x gewonnen tussen en 1956 en 1977
- Dutch Open in 1959, 1960 en 1964

## Erkenning
In 1978 overlijdt Papwa aan een hartaanval. Hij was getrouwd met Suminthra, die hij pas op zijn huwelijksdag ontmoette, en had een zoon Rajen.
Pas 25 jaar na zijn dood krijgt Papwa erkenning. Hij krijgt op 29 oktober 2004 van president Mbeki de zilveren medaille van de Order van Ikhamanga, en inmiddels is een golfbaan naar hem genoemd.
In 2005 wordt Papwa Sewgolum: From Pariah to Legend uitgegeven, geschreven door Christopher Nicholson. Datzelfde jaar is ook een film over hem gemaakt: Papwa: The Lost Dream of a South African Golfing Legend, en op de Durban Country Club is een plaquette onthuld, waarbij de president van de club zijn excuses aanbiedt aan Papwa's echtgenote en zoon.
Rajen Sewgolum speelt met dezelfde grip als zijn vader en heeft handicap 2. Zijn zoon heeft een normale grip en is golfprofessional. In 2005 heeft Rajen een stichting opgericht die zijn vaders naam draagt. Op de Durban CC is een golftoernooi georganiseerd om geld te verzamelen. Gary Player en veel andere bekende Zuid-Afrikaanse golfprofessionals hebben meegespeeld en bijgedragen. Doel is jonge kinderen in de townships te zoeken die net als Papwa goede golfers kunnen worden.